# Demerara (rzeka)
Demerara – rzeka we wschodniej Gujanie, uchodząca do Oceanu Atlantyckiego. Liczy 346 km długości.
Źródło rzeki znajduje się pośród lasów w środkowej części kraju. Rzeka płynie w kierunku północnym, pozbawiona jest większych dopływów. Uchodzi do oceanu w mieście Georgetown, stolicy Gujany. Żeglowna dla statków oceanicznych na odcinku 105 km, do miasta Linden (port wywozowy boksytów), dla mniejszych jednostek – do okolic Malali, 145 km od ujścia.
Od XVIII wieku nad rzeką istniała kolonia holenderska Demerara, na początku XIX wieku odstąpiona Wielkiej Brytanii i włączona do Gujany Brytyjskiej.